# Pidley cum Fenton
Pidley cum Fenton – civil parish w Anglii, w Cambridgeshire, w dystrykcie Huntingdonshire. W 2011 civil parish liczyła 388 mieszkańców. W obszar civil parish wchodzą także Fenton i Pidley.